# Valentina Pavlova

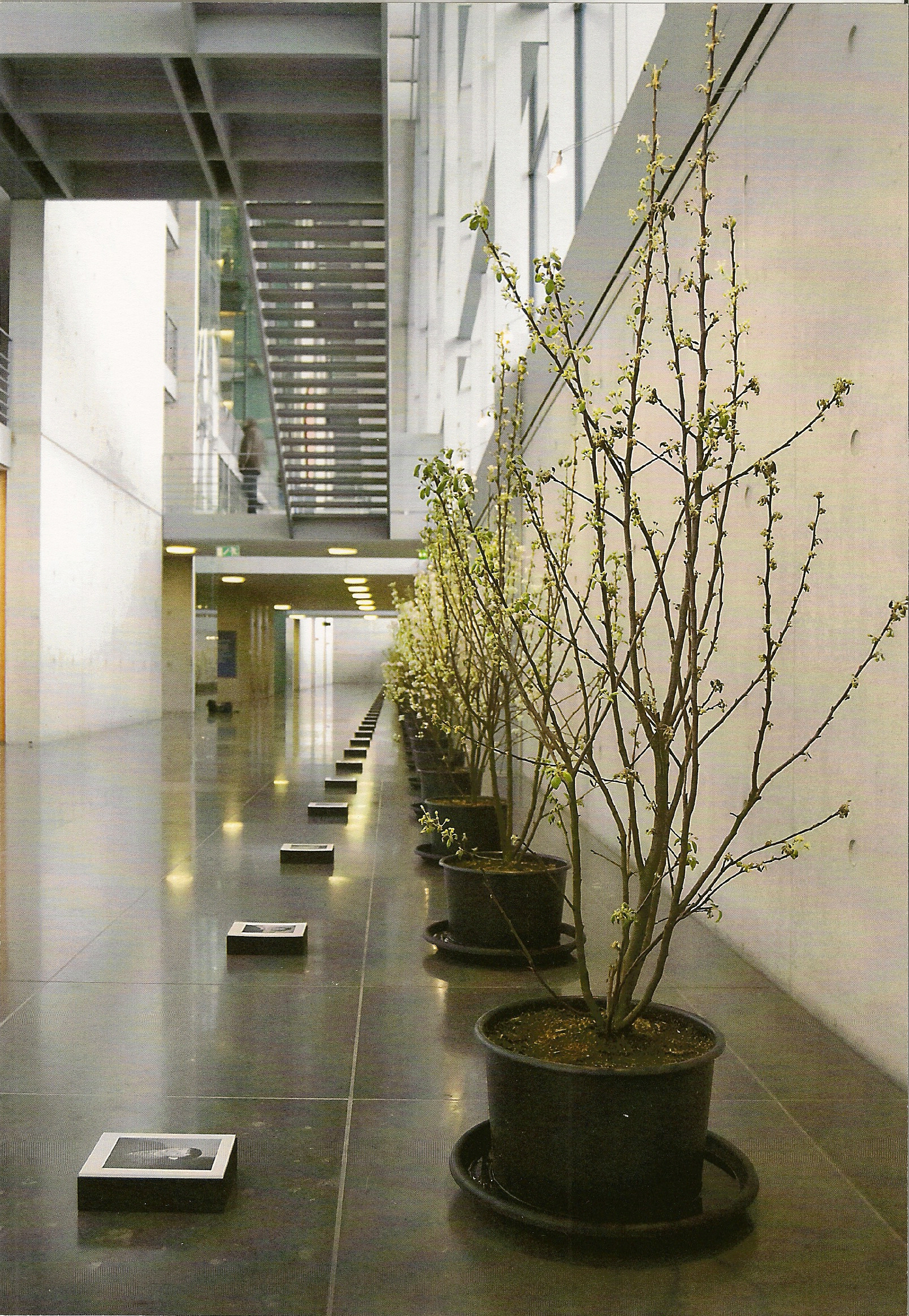
Garten der Erinnerung, Paul-Löbe-Haus Berlin: NS-Kindereuthanasie/Installation Kinderfotos und blühende Zwergapfelbäume, fotografiert von Nike Gerochristodoulou

Valentina Pavlova (* 1949 in Kemerowo, ehemalige UdSSR, heute Russland , verst. 2024 in Bonn) ist eine deutsche Malerin, Zeichnerin, Bildhauerin und Installationskünstlerin. Sie lebte in Deutschland seit 1962.

## Leben

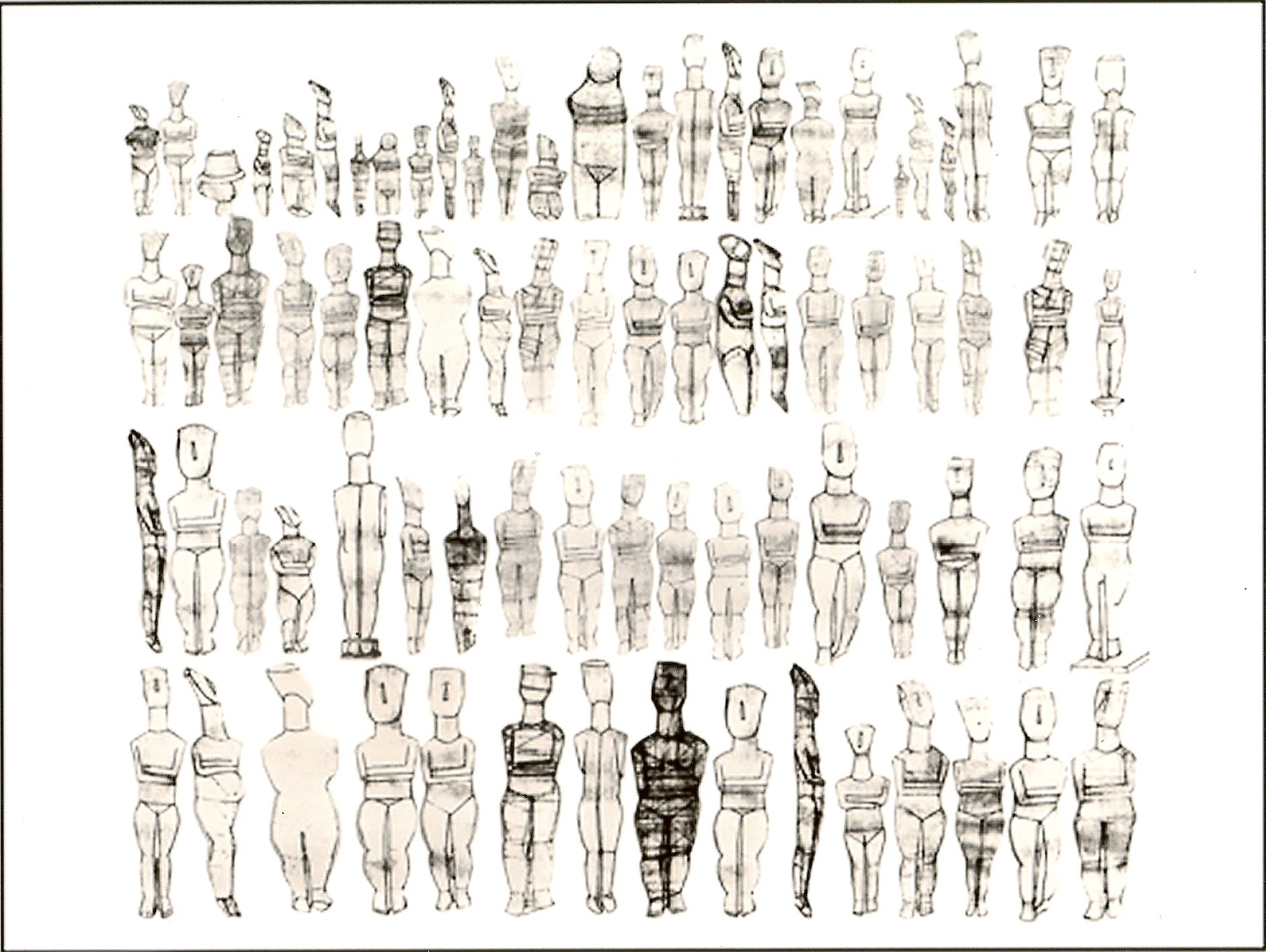
Kykladische Idole – Spurensuche, fotografiert von Nike Gerochristodoulou

Von 1970 bis 1972 studierte Pavlova Fotografie an der Staatlichen Folkwangschule Essen, und von 1979 bis 1983 Malerei an der Kunstakademie Düsseldorf. Sie war von 1984 bis 1986 Dozentin an der Alanus Hochschule für Kunst und Gesellschaft in Alfter und von 2000 bis 2002 an der design akademie berlin, SRH Hochschule für Kommunikation und Design.

## Werk

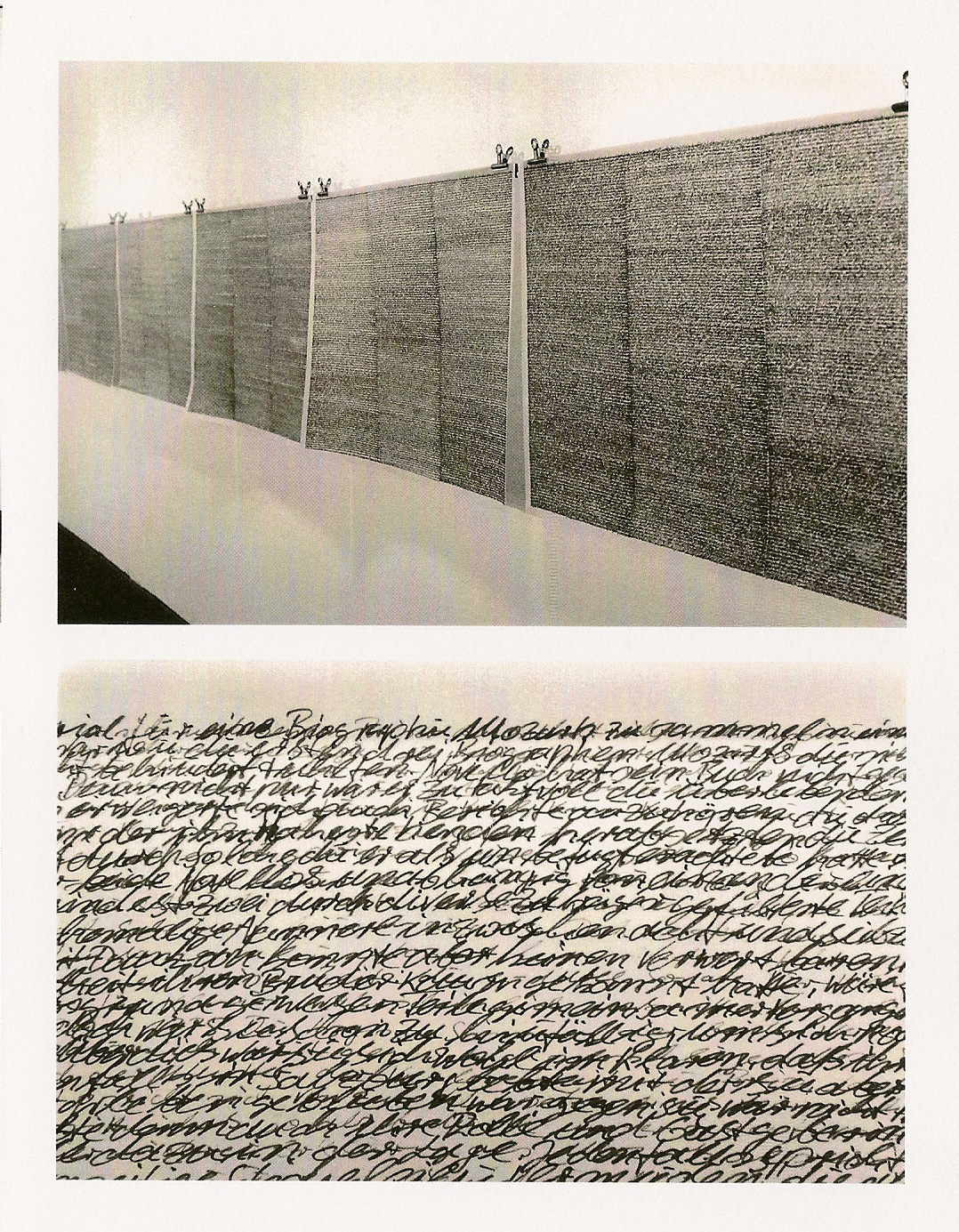
Schriften zu Wolfgang Amadeus Mozart, fotografiert von Franz Fischer

Zu Pavlovas Schaffen gehören Malerei, Skulptur, Zeichnung und Fotografie, die als Einzelwerke oder in Werkreihen umgesetzt werden, aber auch in Projekte im öffentlichen Raum, die in interdisziplinärer Arbeitsweise ausgeführt und als Installationen präsentiert werden.
In ihren Werken befasst sich Pavlova in den unterschiedlichsten Mitteln mit der Visualität der Zeichen (Schriftbilder) sowie mit der Archäologie der abstrakten Formen (Von Draußen nach Drinnen) und der Figur (Idolenzyklen). Die intrinsische Beziehung von Kunst und Geschichte ist zentraler Bestandteil ihrer Arbeit. Hierbei werden Fragmente historischer Erinnerung als Triebfeder in einem künstlerischen Prozess eingesetzt, der sich auf der Spurensuche entfaltet.
So entstand das Großprojekt Kinderhimmel, das Pavlova seit 1990 als offenes, unvollendetes Werk (kunstwissenschaftlich „Work-in-Progress“) stetig weiterentwickelt und das eine Synthese ihrer vielfältigen Ansätze vollzieht.

## Auszeichnungen und Preise (Auswahl)
- 2020 – Stipendium  für Kultur und Wissenschaft des Landes Nordrhein-Westfalen
- 2013 – Artist-in-Residence-Stipendium, Schloss Wiepersdorf, Land Brandenburg
- 1997 – Stipendium der Stiftung Zurückgeben, Berlin
- 1994 – Kunstpreis der Stadt Bonn
- 1993 – Preis der D2-Mission (Heute STS-55) – Wettbewerb für Plakat und Logo
- 1992 – Dr.-Theobald-Simon-Preis
- 1990 – Stipendium der Stadt Bonn

## Ausstellungen (Auswahl)
- 2011 – Garten der Erinnerung, Reichstag Berlin, Paul-Löbe-Haus Berlin[1]
- 2009 – Garten der Zukunft Baumkreisdenkmal, Köln
- 2008 – Wissenschaftszentrum Bonn: Valentina Pavlova trifft August Sander[2]
- 2002 – Stipendium der Stiftung Zurückgeben, DGB Berlin
- 2000 bis 2002 – Installation Garten der Erinnerung/Zeugen der Erinnerung, Rheinische Kliniken, Bonn
- 1998 – Installation Landschaftsverband Rheinland, Köln
- 1997 – Installation Kinderhimmel I, Kunstverein Bonn, Bon direct
- 1996 – Projekt trans tempora, Künstlerforum Bonn
- 1995 – Valentina Pavlova Bilder und Arbeiten auf Papier, Galerie Pudelko, Bonn (ab 1995 mit Unterbrechungen gezeigt)
- 1994 – Kunstmuseum Bonn – Kunstpreis der Stadt Bonn